# Samsung Galaxy Note
Samsung Galaxy Note je multimediální chytrý telefon či phablet firmy Samsung se systémem Android, který se vyznačuje velkým displejem 5,3″ (13,46 cm) a použitím stylusu (S Pen). Podle Samsungu je Galaxy Note zařízením, které definuje novou kategorii zařízení na pomezí mobilního telefonu a tabletu (i když je spíše nástupcem relativně méně úspěšného telefonu Dell Streak s displejem o velikosti 5″). Byl uveden na veletrhu IFA 2011 v Berlíně.

## Charakteristika
Galaxy Note má dvoujádrový 1,4 GHz procesor, displej HD Super AMOLED, hlavní fotoaparát se snímačem 8 Mpx, který může natáčet 1080p video, přední kameru 2 Mpx a také podporu bezdrátové sítě Wi-Fi standardu 802.11 b/g/n a HSPA+ s rychlostí 21 Mbit/s, podporuje mobilní sítě s frekvencemi 850, 900, 1900 a 2100 MHz.
Kromě dotykového displeje včetně multitouch pro snímání více prstů najednou, je v telefonu umístěn stylus S Pen, který může být využit v různých aplikacích. Například při psaní SMS zpráv je text napsaný stylusem rozpoznán a převeden na text. Podobně je přizpůsobeno více standardních aplikací. Samsung plánuje pro S Pen uvést SDK, aby pro něj mohly být přizpůsobeny další aplikace.
Galaxy Note měl být uveden na trh v USA 24. října 2011 a v Evropě 1. listopadu 2011. Očekávaná cena je v 699 amerických dolarů, v Británii £495, v České republice pak 16 000 až 20 000 Kč podle velikosti vestavěné paměti (16, 32 a 64 GiB).
Kompatibilita nástrojů a jednotlivých aplikací s jinými zařízeními může být mírně problematická. Většinou se však dá nějak vyřešit, byť třeba jen v dílčí míře a s jistou dávkou experimentování.

## Nástupce
Nástupcem tohoto přelomového zařízení, specifického svou velikostí byl neméně diskutovaný Samsung Galaxy Note II, který byl uveden na trh s displayem ještě o 0.2" větším. Dalším bonusem pro uživatele, kteří zvolili přechod na toto zařízení byla dvojnásobná operační paměť RAM, procesor nabízející 4 jádra oproti předchozím 2 navíc s větší rychlostí a to o 200 MHz.
Dalším obrovským plusem je verze systému, která oproti základní verzi Note I který nabízel Android 2.3, je 4.3 JellyBean.
V březnu 2014 se má toto zařízení dočkat OTA aktualizace na Android 4.4 Kit Kat, což jistě uživatelé poznají na rychlosti odezvy a menším využití paměti RAM.